# Dracula sergioi
Dracula sergioi es una especie de orquídea epifita. Es originaria de Colombia.

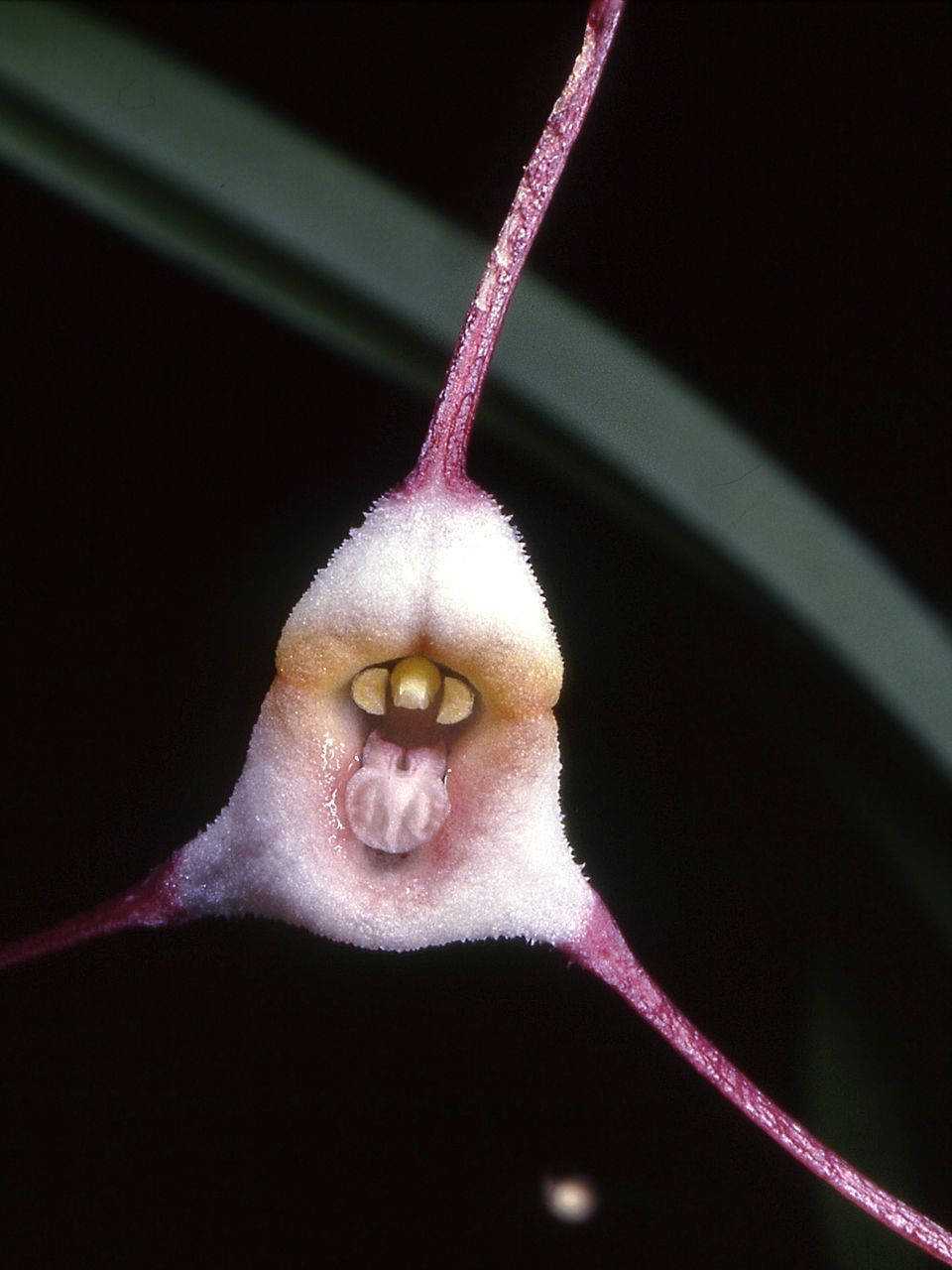
Flor

## Descripción
Es una orquídea de tamaño pequeño, con hábito de epifita y con ramicaules delgados, erguidos, que están envuelto basalmente por 2-3 vainas sueltas, tubulares y que llevan una sola hoja, apical, erecta, delgadamente coriáceas, carinada, estrechamente elíptica a lineal, estrechándose gradualmente abajo en la base conduplicada, indistinta, aguda y peciolada. Florece en la primavera y el otoño en una inflorescencia corta de 6 a 10 cm de largo, púrpura, multibracteada, congestionada con sucesivamente pocas flores que surgen de la parte baja en el ramicaule y lleva una bráctea floral tubular.

## Distribución y hábitat
Se encuentra en Antioquia en Colombia en la cordillera occidental en los bosques nubosos en las elevaciones de alrededor de 1.950 metros.  

## Taxonomía
Dracula sergioi fue descrita por Luer & R.Escobar y publicado en Orquideología; Revista de la Sociedad Colombiana de Orquideología 13: 35. 1978.
Etimología
Dracula: nombre genérico que deriva del latín y significa: "pequeño dragón", haciendo referencia al extraño aspecto que presenta con dos largas espuelas que salen de los sépalos.
sergioi; epíteto otorgado en honor de Sergio (Padre Restrepo - sacerdoto colombiano entusiasta de las orquídeas de finales de 1900).